# Discografia di Maruv
La discografia di Maruv, cantante ucraina, è costituita da due album in studio, sei EP e oltre quaranta singoli.

## Album in studio
| Anno | Titolo |
| ---- | --- |
| 2019 | Black Water - Pubblicato: 28 settembre 2018 - Etichetta: Warner Russia - Formato: Download digitale, streaming |
| 2021 | No Name - Pubblicato: 5 novembre 2021 - Etichetta: Sony Entertainment - Formato: Download digitale, streaming  |

## Extended play
| Anno | Titolo |
| ---- | --- |
| 2017 | Stories - Pubblicato: 5 maggio 2017 - Etichetta: UMIG - Formato: Download digitale, streaming                                       |
| 2019 | Hellcat Story - Pubblicato: 29 novembre 2019 - Etichetta: Warner Russia - Formato: Download digitale, streaming                     |
| 2020 | Fatality (come Shlakoblochina) - Pubblicato: 10 aprile 2020 - Etichetta: Warner Russia - Formato: Download digitale, streaming      |
| 2023 | Love Songs (come Sharlotta Ututu) - Pubblicato: 27 ottobre 2023 - Etichetta: autopubblicato - Formato: Download digitale, streaming |
| 2025 | Dirty Thoughts - Pubblicato: 14 febbraio 2025 - Etichetta: autopubblicato - Formato: Download digitale, streaming                   |
| 2025 | La Diosa de amor - Pubblicato: 6 maggio 2025 - Etichetta: autopubblicato - Formato: Download digitale, streaming                    |

## Singoli
| Anno                                                                                               | Titolo                                                  | Classifiche | Classifiche | Classifiche | Classifiche | Classifiche | Classifiche | Classifiche | Certificazioni     | Album di provenienza |
| Anno                                                                                               | Titolo                                                  | UKR         | BGR         | KAZ         | LTU         | MDA         | POL         | RUS         | Certificazioni     | Album di provenienza |
| -------------------------------------------------------------------------------------------------- | ------------------------------------------------------- | ----------- | ----------- | ----------- | ----------- | ----------- | ----------- | ----------- | ------------------ | -------------------- |
| 2017                                                                                               | Sonce                                                   | —           | —           | ×           | ×           | ×           | —           | —           |                    | Stories              |
| 2017                                                                                               | Let Me Love You                                         | —           | —           | ×           | ×           | ×           | —           | —           |                    | Stories              |
| 2017                                                                                               | Spyny (con Boosin)                                      | —           | —           | ×           | ×           | ×           | —           | —           |                    | /                    |
| 2017                                                                                               | Drunk Groove (con Boosin)                               | 1           | 8           | 186         | ×           | 62          | 8           | 1           | - POL: Platino (3) | Black Water          |
| 2018                                                                                               | Focus on Me                                             | 1           | —           | ×           | ×           | ×           | —           | 1           |                    | Black Water          |
| 2018                                                                                               | Black Water (solo o feat. Betty FO SHO)                 | —           | —           | ×           | —           | ×           | —           | —           |                    | Black Water          |
| 2018                                                                                               | For You (feat. Faruk Sabanci)                           | 57          | —           | ×           | —           | ×           | —           | 44          |                    | /                    |
| 2019                                                                                               | Siren Song                                              | 2           | —           | ×           | 70          | ×           | —           | 2           |                    | /                    |
| 2019                                                                                               | Mon amour (con Masimann)                                | —           | —           | ×           | —           | ×           | —           | 56          |                    | /                    |
| 2019                                                                                               | Meždu nami                                              | —           | —           | ×           | —           | ×           | —           | —           |                    | /                    |
| 2019                                                                                               | To Be Mine                                              | —           | —           | ×           | —           | ×           | —           | —           |                    | Hellcat Story        |
| 2019                                                                                               | Don't Stop                                              | —           | —           | ×           | —           | ×           | —           | —           |                    | Hellcat Story        |
| 2019                                                                                               | Don't U Waste My Time                                   | —           | —           | ×           | —           | ×           | —           | —           |                    | Hellcat Story        |
| 2019                                                                                               | If You Want Her                                         | —           | —           | ×           | —           | ×           | —           | —           |                    | Hellcat Story        |
| 2020                                                                                               | Novaja syla kysky (come Shlakoblochina; feat. Fearmuch) | —           | —           | ×           | —           | ×           | —           | —           |                    | Fatality             |
| 2020                                                                                               | I Want You (con Boosin)                                 | —           | —           | ×           | —           | ×           | —           | 3           |                    | /                    |
| 2020                                                                                               | Sad Song                                                | —           | —           | 161         | —           | ×           | —           | 6           |                    | /                    |
| 2020                                                                                               | Maria                                                   | —           | —           | ×           | —           | ×           | —           | —           |                    | /                    |
| 2021                                                                                               | VIP (come Shlakoblochina)                               | —           | —           | ×           | —           | ×           | —           | —           |                    | /                    |
| 2021                                                                                               | Crush                                                   | —           | —           | ×           | —           | ×           | —           | —           |                    | /                    |
| 2021                                                                                               | Call 911 (con Sickotoy)                                 | —           | —           | ×           | —           | ×           | —           | 66          |                    | /                    |
| 2021                                                                                               | Komilfo (con Filipp Kirkorov)                           | —           | —           | ×           | —           | ×           | —           | —           |                    | /                    |
| 2021                                                                                               | Candy Shop                                              | —           | —           | ×           | —           | ×           | —           | —           |                    | /                    |
| 2021                                                                                               | Rio Rita (come Shlakoblochina; con Boosin)              | —           | —           | ×           | —           | ×           | —           | —           |                    | /                    |
| 2021                                                                                               | No More (con Filipp Kirkorov)                           | —           | —           | ×           | —           | ×           | —           | —           |                    | /                    |
| 2021                                                                                               | Rich Bitch                                              | —           | —           | ×           | —           | ×           | —           | —           |                    | No Name              |
| 2021                                                                                               | Bullet (con gli Hatters)                                | —           | —           | ×           | —           | ×           | —           | —           |                    | No Name              |
| 2021                                                                                               | Ne zabudu                                               | —           | —           | ×           | —           | ×           | —           | —           |                    | No Name              |
| 2021                                                                                               | Špok špok (come Shlakoblochina)                         | —           | —           | ×           | —           | ×           | —           | —           |                    | /                    |
| 2021                                                                                               | Ёločka (come Shlakoblochina)                            | —           | —           | ×           | —           | ×           | —           | —           |                    | /                    |
| 2021                                                                                               | Proščaj                                                 | —           | —           | 137         | —           | 34          | —           | 44          |                    | /                    |
| 2023                                                                                               | Killing Me Softly (come Sharlotta Ututu)                | —           | —           | —           | —           | —           | —           | —           |                    | Love Songs           |
| 2023                                                                                               | Solo un beso                                            | —           | —           | —           | —           | —           | —           | —           |                    | /                    |
| 2023                                                                                               | Big Mama Boss (come Shlakoblochina)                     | —           | —           | —           | —           | —           | —           | —           |                    | /                    |
| 2024                                                                                               | On Fleek Baby (come Shlakoblochina)                     | —           | —           | —           | —           | —           | —           | —           |                    | /                    |
| 2024                                                                                               | Corazón                                                 | —           | —           | —           | —           | —           | —           | —           |                    | /                    |
| 2024                                                                                               | Every Time I Put Myself to Sleep (come Shlakoblochina)  | —           | —           | —           | —           | —           | —           | —           |                    | /                    |
| 2024                                                                                               | Hit Me                                                  | —           | —           | —           | —           | —           | —           | —           |                    | /                    |
| 2024                                                                                               | No Longer Beloved                                       | —           | —           | —           | —           | —           | —           | —           |                    | /                    |
| 2024                                                                                               | Carlos es bombero                                       | —           | —           | —           | —           | —           | —           | —           |                    | La Diosa de amor     |
| 2024                                                                                               | Yes                                                     | —           | —           | —           | —           | —           | —           | —           |                    | /                    |
| 2024                                                                                               | Need to Party                                           | —           | —           | —           | —           | —           | —           | —           |                    | /                    |
| 2024                                                                                               | Ja sleza                                                | —           | —           | —           | —           | —           | —           | —           |                    | /                    |
| 2024                                                                                               | Cash                                                    | —           | —           | —           | —           | —           | —           | —           |                    | /                    |
| 2024                                                                                               | Sweet Chiquita                                          | —           | —           | —           | —           | —           | —           | —           |                    | /                    |
| 2024                                                                                               | Dear Santa                                              | —           | —           | —           | —           | —           | —           | —           |                    | /                    |
| 2025                                                                                               | I'm Sexy                                                | —           | —           | —           | —           | —           | —           | —           |                    | /                    |
| 2025                                                                                               | SDTA                                                    | —           | —           | —           | —           | —           | —           | —           |                    | Dirty Thoughts       |
| 2025                                                                                               | Tak bolit                                               | —           | —           | —           | —           | —           | —           | —           |                    | /                    |
| "—" indica una pubblicazione non classificata in quel paese. "×" indica una classifica inesistente |                                                         |             |             |             |             |             |             |             |                    |                      |

### Singoli promozionali
| Anno | Titolo                              | Album di provenienza |
| ---- | ----------------------------------- | -------------------- |
| 2020 | Samoletnaja (come Shlakoblochina)   | Fatality             |
| 2020 | More                                | /                    |
| 2020 | Jest tolko mig (con Danja Milochin) | /                    |

## Altre apparizioni

### Album
| Anno | Titolo  | Artista    | Album di provenienza |
| ---- | ------- | ---------- | -------------------- |
| 2019 | Po l'du | Jah Khalib | Vychod v svet        |

### Remix
| Anno | Titolo                               | Artista         | Album di provenienza |
| ---- | ------------------------------------ | --------------- | -------------------- |
| 2018 | Hide Away (Maruv & Boosin Remix)     | Synapson, Holly | Hide Away Remixes EP |
| 2018 | No More (Maruv & Boosin Remix)       | Pola Rise       | /                    |
| 2018 | I Used to Cry (Maruv & Boosin Remix) | Imany           | /                    |
| 2019 | Insta (remix by Maruv)               | Loboda          | Sold Out             |

## Video musicali
| Anno | Titolo                                                  | Regista         |
| ---- | ------------------------------------------------------- | --------------- |
| 2017 | Spyny (con Boosin)                                      | Andrej Agafonov |
| 2017 | Star                                                    | Dmitrij Kočnev  |
| 2018 | Drunk Groove (con Boosin)                               | Sergej Vejn     |
| 2018 | Focus on Me                                             | Sergej Vejn     |
| 2018 | Black Water                                             | Sergej Vejn     |
| 2018 | LaLaLa                                                  | Sergej Vejn     |
| 2018 | ETL                                                     | Sergej Vejn     |
| 2018 | Looking for You                                         | Sergej Vejn     |
| 2018 | Drive Me Crazy                                          | Sergej Vejn     |
| 2018 | Crooked                                                 | Sergej Vejn     |
| 2018 | No Love                                                 | Sergej Vejn     |
| 2018 | Lonely                                                  | Sergej Vejn     |
| 2018 | Give Me Love (feat. De La Ghetto)                       | Sergej Vejn     |
| 2018 | Shame on You                                            | Sergej Vejn     |
| 2019 | Siren Song                                              | Jana Čaplygina  |
| 2019 | Mon amour (con Masimann)                                | Jana Čaplygina  |
| 2019 | Meždu nami                                              | Jana Čaplygina  |
| 2019 | To Be Mine                                              | Jana Čaplygina  |
| 2019 | Don't Stop                                              | Jana Čaplygina  |
| 2019 | Don't U Waste My Time                                   | Jana Čaplygina  |
| 2019 | If You Want Her                                         | Jana Čaplygina  |
| 2020 | Novaja syla kysky (come Shlakoblochina; feat. Fearmuch) | Jana Čaplygina  |
| 2020 | I Want You (con Boosin)                                 | Jana Čaplygina  |
| 2020 | Sad Song                                                | Jana Čaplygina  |
| 2020 | Est' tol'ko mig (con Danja Milochin)                    | /               |
| 2020 | Maria (dance video)                                     | Jana Čaplygina  |
| 2021 | Crush                                                   | Jana Čaplygina  |
| 2021 | Up (dance video; feat. Submission Ballet)               | /               |
| 2021 | Call 911 (con Sickotoy)                                 | Serge Vane      |
| 2021 | Komilfo (con Filipp Kirkorov)                           | Jana Čaplygina  |
| 2021 | Candy Shop                                              | Serge Vane      |
| 2021 | Bullet (con gli Hatters)                                | /               |
| 2022 | Destination (con Boosin)                                | /               |
| 2023 | Killing Me Softly (come Sharlotta Ututu)                | /               |
| 2024 | Corazón                                                 | /               |
| 2024 | Yes                                                     | Alex Korsun     |